# OR5V1
OR5V1 (англ. Olfactory receptor family 5 subfamily V member 1) – білок, який кодується однойменним геном, розташованим у людей на короткому плечі 6-ї хромосоми. Довжина поліпептидного ланцюга білка становить 321 амінокислот, а молекулярна маса — 36 057.
| 10         |  | 20         |  | 30         |  | 40         |  | 50         |
| ---------- |  | ---------- |  | ---------- |  | ---------- |  | ---------- |
| MERKNQTAIT |  | EFIILGFSNL |  | NELQFLLFTI |  | FFLTYFCTLG |  | GNILIILTTV |
| TDPHLHTPMY |  | YFLGNLAFID |  | ICYTTSNVPQ |  | MMVHLLSKKK |  | SISYVGCVVQ |
| LFAFVFFVGS |  | ECLLLAAMAY |  | DRYIAICNPL |  | RYSVILSKVL |  | CNQLAASCWA |
| AGFLNSVVHT |  | VLTFCLPFCG |  | NNQINYFFCD |  | IPPLLILSCG |  | NTSVNELALL |
| STGVFIGWTP |  | FLCIVLSYIC |  | IISTILRIQS |  | SEGRRKAFST |  | CASHLAIVFL |
| FYGSAIFTYV |  | RPISTYSLKK |  | DRLVSVLYSV |  | VTPMLNPIIY |  | TLRNKDIKEA |
| VKTIGSKWQP |  | PISSLDSKLT |  | Y          |  |            |  |            |

A: Аланін

C: Цистеїн

D: Аспарагінова кислота

E: Глутамінова кислота

F: Фенілаланін

G: Гліцин

H: Гістидин

I: Ізолейцин

K: Лізин

L: Лейцин

M: Метіонін

N: Аспарагін

P: Пролін

Q: Глутамін

R: Аргінін

S: Серин

T: Треонін

V: Валін

W: Триптофан

Кодований геном білок за функціями належить до рецепторів, g-білокспряжених рецепторів, білків внутрішньоклітинного сигналінгу. 
Локалізований у клітинній мембрані, мембрані.